# Urospermum picroides
Urospermum picroides — вид квіткових рослин родини Айстрові (Asteraceae). Етимологія: грец. οὐρά — «хвіст», грец. σπέρμα — «насіння», натякаючи на хвостоподібний носик насіння.

## Опис
Однорічна рослина. Стебла 20–60 (-80) см, зазвичай гіллясті. Листя довгасто-яйцеподібне з колючими зубчастими краями. Суцвіття несе квіткові головки на товстих квітконосах. Голова від 1 до 2 см завдовжки і більше, з жовтими квітами. Плоди довжиною від 6 до 8 міліметрів, тонкі, порожнисті, циліндричні й покриті короткими волоссям. Квіти та фрукти з березня по травень.

## Поширення
Північна Африка: Алжир; Єгипет; Лівія; Марокко; Туніс; Кабо-Верде. Кавказ: Вірменія; Азербайджан; Грузія. Азія: Кіпр; Єгипет — Синай; Іран; Ірак; Ізраїль; Йорданія; Ліван; Сирія; Туреччина; Пакистан. Південна Європа: Албанія; Боснія і Герцеговина; Болгарія; Хорватія; Греція; Італія; Чорногорія; Словенія; Франція; Португалія [вкл. Мадейра]; Гібралтар; Іспанія [вкл. Канарські острови]. Натуралізований в деяких інших країнах.

## Галерея

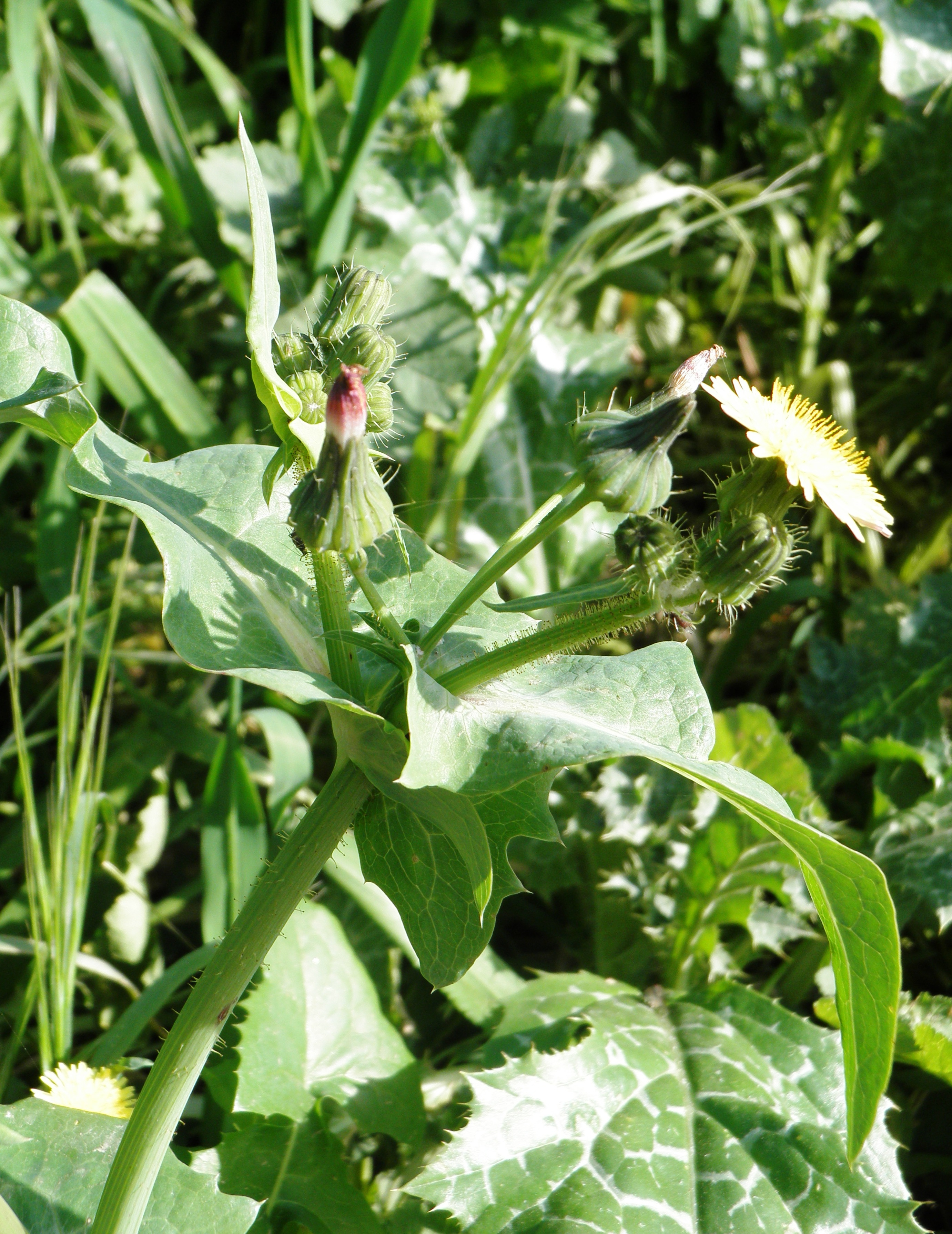
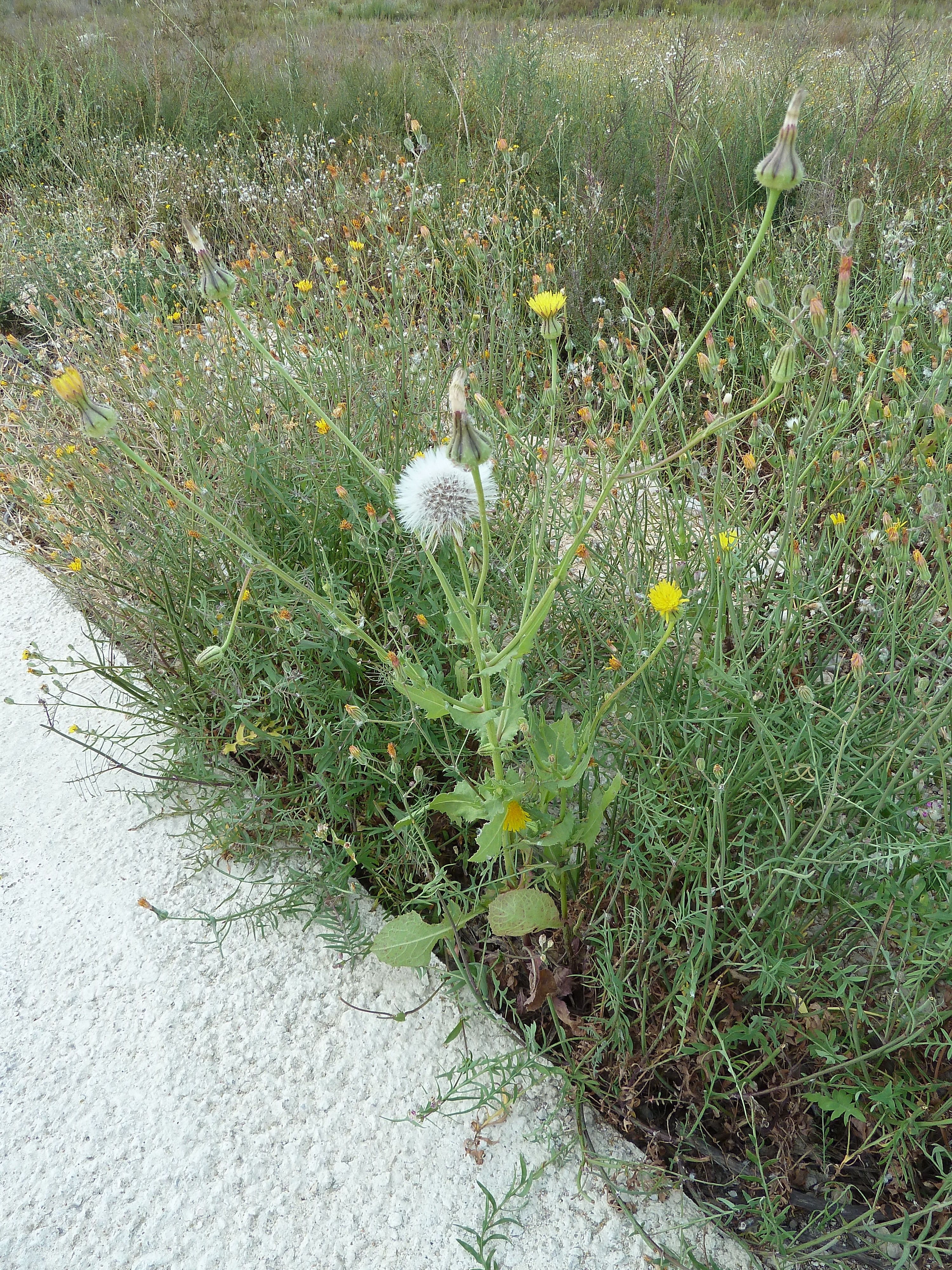
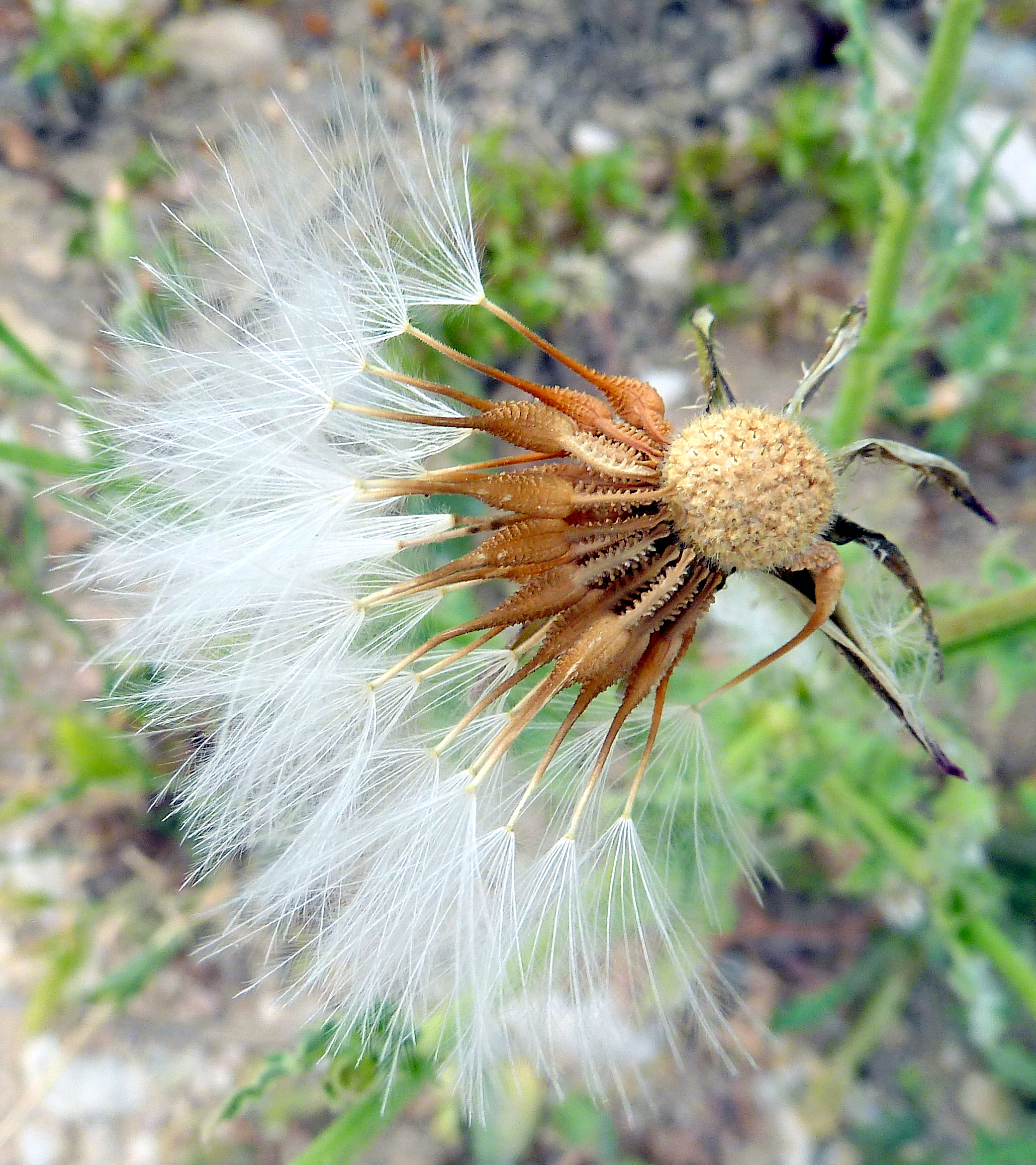